# Strada provinciale 55 Case Forlai
La strada provinciale 55 Case Forlai è una strada provinciale italiana nel comune di Alto Reno Terme della città metropolitana di Bologna, suddivisa in due tronchi: la SP 55/1 e la SP 55/2.

## Percorso
Il primo tronco parte da Granaglione in continuazione con la SP 64. Si dirige con percorso tortuoso verso sud incontrando le località Sambucedro e Boschi. Qui muove verso ovest toccando le frazioni di Tideri e Casa Forlai: termina in quest'ultima. Da Boschi si diparte invece il secondo tronco, che scende a Casa Boni nella valle del Randaragna e, da lì, verso est nella valle del Reno, dove si immette nella ex SS 632 presso Casa Salma.